# Sfax Sud
La delegació o mutamadiyya de Sfax Sud (àrab: معتمدية صفاقس الجنوبية, muʿtamadiyyat Safāqus al-Janūbiyya) és una delegació de Tunísia a la governació de Sfax, que abraça la part sud de la ciutat de Sfax, al sud de la delegació de Sfax Ouest. La població és majoritàriament treballadora. La delegació s'estén fins a l'aeroport Internacional de Sfax, a la vora de la vila de Thyna.

## Administració
Com a delegació o mutamadiyya, duu el codi geogràfic 34 55 (ISO 3166-2:TN-12) i està dividida en set sectors o imades:
- El Aïn (34 55 51)
- Gremda (34 55 52)
- Bouzaïane (34 55 53)
- El Afrane Nord (34 55 54)
- Khazanet (34 55 55)
- El Aouabed (34 55 56)
- Ayoun El Mayel (34 55 57)

A nivell de municipalitats o baladiyyes, una part de la delegació forma part de la municipalitat de Sfax (codi geogràfic 34 11), mentre que d'altres s'integren a les municipalitats d'El Aïn (34 16) i Gremda (34 15).